# 豪尔赫·普利多
豪尔赫·普利多·马约拉尔（西班牙語：Jorge Pulido Mayoral，1991年4月8日—），西班牙足球運動員，目前效力西甲球隊侯爾斯卡，司職中堅。

## 榮譽
西班牙U17
- 歐洲U-17足球錦標賽冠军：2008年

## 外部連結
- 馬德里體育會官方檔案 （西班牙文）
- BDFutbol檔案（页面存档备份，存于） （英文）
- Futbolme檔案（页面存档备份，存于） （西班牙文）
- 豪尔赫·普利多 – FIFA國際賽競賽紀錄 (存檔) （英文）
- Transfermarkt檔案（页面存档备份，存于） （英文）